# 河下古镇

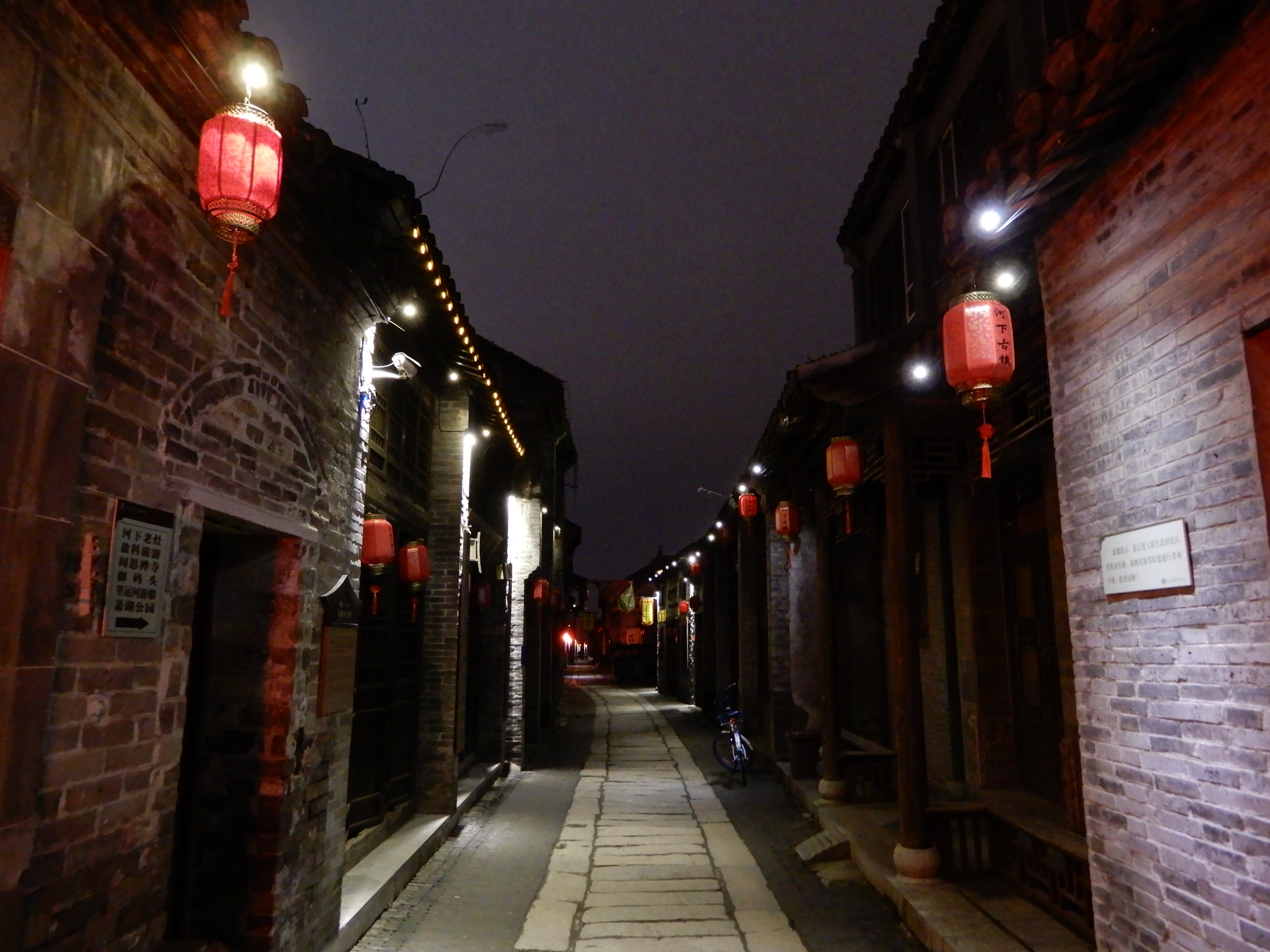
河下古镇夜景，2019年拍摄。

河下古镇是位于江苏省淮安市淮安区西北、河下街道河下社区的一座古镇。河下古镇在清朝、民国时为相湾镇、枚里镇、河下镇三镇相邻形成的区域。明清时，河下镇因是京杭大运河的漕运、淮鹽集散中心而繁荣:27，鼎盛时有“扬州千载繁华景，移至西湖嘴上头”的美誉:26。1950年，相湾镇、枚里镇、河下镇合并为新的河下镇。
在当代，河下古镇街区仍保持明清建筑风貌:26。2006年5月，河下古镇列为第六批全国重点文物保护单位——京杭大运河（2013年并为大运河）在淮安市的子项。
河下古镇与驸马巷相邻:26。历史名人有沈坤、吴承恩、程嗣立、程晋芳等。

## 行政沿革
历史上，河下古镇东北部为相湾镇，南部为枚里镇，西部为河下镇。河下古镇位于古淮河山阳大湾的右岸，大湾顶部有一个小河湾称“相家湾”，此地形成的原始集镇亦称相家湾，是河下古镇最早的地名。相家湾演变为“相湾街”，后又演变为“相湾镇”。枚里镇是西汉枚乘、枚皋父子的故里，历史上称“古枚里”。
明朝永乐十三年（1415年），陈瑄开凿清江浦，贯通里运河，水上交通（主要是漕运）改走古镇南部，此地变成漕运要冲，形成商埠。管家湖的“湖嘴”二字，成为此时区域地名。古淮河正式断流后，河下古镇北面的淮河故道，变成盐薪运输要道，因此成为全国的盐业中心——淮鹽的集散地。“河下”一名的来源有多种说法，有说古镇位于淮河下游，所以称河下；有说古镇在大河（黄河、淮河）之南，北为上，南为下，称河下；有说，古镇地面比大河河底还要低，河高镇低，称河下；有说，因此时盐务活动“上河北”、“去河下”，而诞生“河下”一名。
中華民國大陸時期，河下古镇属相湾镇、枚里镇、河下镇三小镇。中华人民共和国建立初期的1950年，相湾镇、枚里镇、河下镇合并为河下镇。当代行政区划中，河下古镇属河下街道河下社区。

## 古镇历史

### 兴盛
明清期间，淮安府新城西门外的河下，是纲盐的屯积之所，淮北沿海所产的盐都在这里经过校验后运销长江、淮河流域的湖北、湖南、江西、安徽、河南以及江苏六省，统称为“淮盐”。人烟鼎沸，商贸繁荣。
历史上，控制盐业的明初是来自山西的晋商，明中叶以后让位给徽商，其中最重要的是来自徽州府歙县岑山渡的程氏家族，“皆极豪富”，有“诸程争以盐策富”的说法。程大功早在明末即进入淮安经营盐业。至清初，河下十三家盐商，均为徽州歙县旺族程姓，开设的字号包括公（功）字店、亘字店、大字店、仁字店、武字店、鹤字店、五字店、班字店等，取主人名字中偏旁命名，如程量越的五字店以其父慎吾公命名，并留下五字店巷、仁字店巷、文字店巷和亘字巷等等地名。
程氏家族致富后，建造了24座园林，占河下65座园林的三分之一，包括程鉴在萧湖所建的荻庄、程埈的柳衣园、程嗣立的菰蒲曲等  。程晋芳则在府中建有藏书数万册的“桂宧”。

### 衰落
道光十二年（1832年）纲盐改票以后，河下的盐商业务纷纷转移，收入锐减，河下盐商豪宅和萧湖园林迅速衰败，不少沦为废墟菜圃，“瓦鳞鼠窜幕栖乌，舞榭倾摧蛛网挂。”“园主毁坼，刬为菜圃”，“百有余年之名园，不三旬而剗尽。” “荒畦莳韭薤”、“茂草走秋磷”。
咸丰十年（1860年）发生庚申之劫，捻军攻陷并焚掠清江浦、板闸和河下，河下市面房屋，十去其八九，居民宅舍，十去其三四。浩劫之后一派惨象：“劫火光中剩一邱，天留余地作闲游。伤心帘外双飞燕，错认当年旧画楼。”“百年名胜成焦土，断井颓垣落日斜。”

### 当代
在当代，河下古镇街区仍保持明清建筑风貌。百分之八十以上的民居系民国以前的砖木结构建筑，清代以前的建筑占百分之七十以上。街道路面中，石板路占百分之九十。部分建筑由于时间久远，有翻修:26。2006年5月25日，河下古镇列为第六批全国重点文物保护单位——京杭大运河（2013年并为大运河）在淮安市的子项。
2021年起，河下古镇配合大运河百里画廊项目建设，突出古镇保护与复兴，修缮各类文化遗存，强化对老建筑、老街区的整体保护和活化利用。

## 河下社区境内的景点

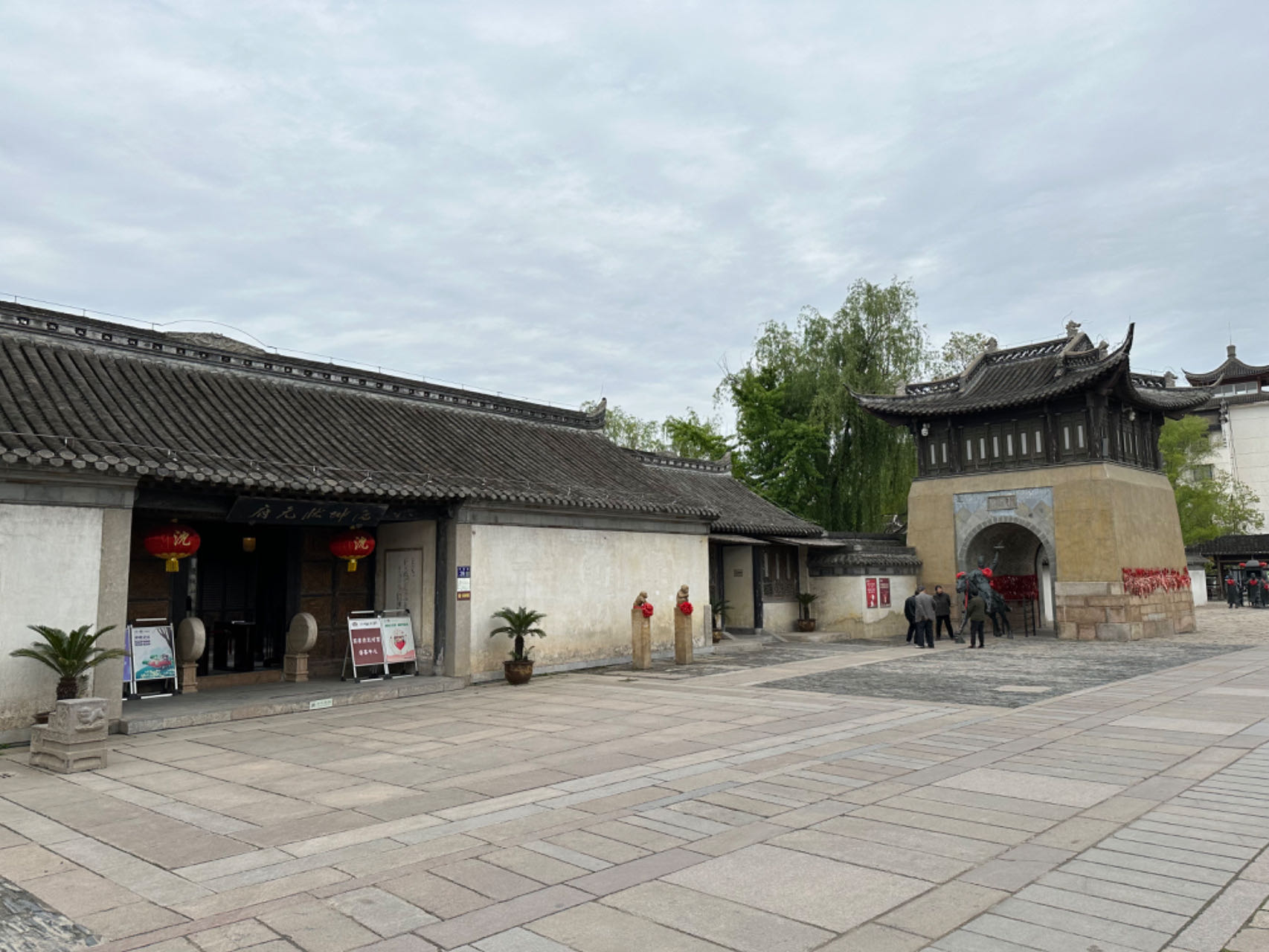
2023年拍摄的沈坤状元府南门及状元楼。

除各级文物保护单位外，河下社区有沈坤状元府-寓园（复建）、萧湖等景点。

### 各级文物保护单位
| 名称                                               | 编号                 | 分类                 | 时代                                                               | 区划                 | 地址                 | 公布                 | 图片                 |
| 全国重点文物保护单位                               | 全国重点文物保护单位 | 全国重点文物保护单位 | 全国重点文物保护单位                                               | 全国重点文物保护单位 | 全国重点文物保护单位 | 全国重点文物保护单位 | 全国重点文物保护单位 |
| -------------------------------------------------- | -------------------- | -------------------- | ------------------------------------------------------------------ | -------------------- | -------------------- | -------------------- | -------------------- |
| 大运河-淮安段 - 河下古镇 - 古运河石堤 - 裴荫森故居 | 6-810                | 古建筑               | - 河下街道河下社区 - 河下街道河下社区 - 河下街道河下社区姜桥巷30号 | 明、清、春秋         |                      |                      |                      |
| 江苏省文物保护单位                                 |                      |                      |                                                                    |                      |                      |                      |                      |
| 淮安市文物保护单位                                 |                      |                      |                                                                    |                      |                      |                      |                      |
| 梁红玉祠                                           | 1-                   |                      | 翔宇大道西侧                                                       | 清                   |                      |                      |                      |
| 吴承恩故居                                         | 1-                   |                      | 打铜巷12号                                                         | 明清                 |                      |                      |                      |
| 韩侯钓台                                           | 2-                   |                      | 古牧里街                                                           | 明清                 |                      |                      |                      |
| 河下石板街                                         | 2-                   |                      |                                                                    |                      |                      |                      |                      |
| 江宁会馆                                           | 2-                   |                      | 中街                                                               | 清                   |                      |                      |                      |
| 枚亭                                               | 2-                   |                      | 枚里街北首，萧湖西岸                                               |                      |                      |                      |                      |
| 汪达之墓                                           | 2-                   |                      | 莲花街通济桥畔的萧湖中                                             |                      |                      |                      |                      |
| 左宝贵墓                                           | 2-                   |                      | 罗家桥西圩河东岸                                                   |                      |                      |                      |                      |
| 河下清真寺                                         | 3-                   |                      | 罗家桥南清真寺巷                                                   |                      |                      |                      |                      |
| 秦举人宅                                           | 3-                   |                      | 茶巷97号                                                           |                      |                      |                      |                      |
| 许氏中医宅                                         | 3-                   |                      | 估衣街西段154号                                                    |                      |                      |                      |                      |
| 文楼                                               | 3-                   |                      | 花巷街67号                                                         |                      |                      |                      |                      |
| 闻思寺遗址                                         | 4-                   |                      | 湖嘴大街南端                                                       |                      |                      |                      |                      |
| 吴鞠通中医馆                                       | 4-                   |                      | 湖嘴大街71号                                                       |                      |                      |                      |                      |
| 河下三官殿                                         | 4-                   |                      | 估衣街西首南边，茶巷东侧                                           |                      |                      |                      |                      |
| 福星斋清真饭馆旧址                                 | 4-                   |                      | 湖嘴大街126号                                                      |                      |                      |                      |                      |